# لوس انجلوس غالاكسي 2
لوس انجلوس غالاكسي 2 (بالإنجليزية: LA Galaxy II)‏ هو فريق كرة قدم احترافي تأسس عام 2014 في لوس أنجلس ، كاليفورنيا ويلعب هذا الفريق في بطولة الدوري الأمريكي وهو الفريق الثاني للوس أنجلوس غلاكسي